# Heinz Conradi
Heinz Conradi (* 1. Dezember 1922 in Nordhorn; † 27. März 2004) war ein deutscher Fußballspieler.

## Werdegang
Der Stürmer Heinz Conradi wuchs im Nordhorner Ortsteil Blumensiedlung auf und schloss sich mit elf Jahren dem VfL Nordhorn an. Nach dem Ende des Zweiten Weltkrieges gehörte Conradi zu den Gründungsmitgliedern des SV Nordhorn und erhielt dort die Mitgliedsnummer eins. Zwei Jahre später wurde der SV Nordhorn in Eintracht Nordhorn umbenannt und stieg dank zahlreicher Tore von Conradi in die Landesliga Westfalen auf, die seinerzeit höchste Amateurliga. Drei Jahre später stieg die Eintracht ab und Conradi wechselte in die II. Division West zu Arminia Bielefeld. Mit 21 Toren in 26 Spielen belegte er Platz drei der Torjägerliste, bevor Conradi nach Nordhorn zurückkehrte. 
Nach dem Wechsel des Kreisverbands Bentheim in den Niedersächsischen Fußballverband wurden die Nordhorner in die Amateuroberliga Niedersachsen eingruppiert und sollten diese Spielklasse in den folgenden Jahren dominieren. 1955 stiegen die Nordhorner in die erstklassige Oberliga Nord auf. Verletzungsbedingt absolvierte Conradi bis zum Abstieg vier Jahre später nur 33 Oberligaspiele, in denen er 16 Tore erzielte. Ende der 1950er Jahre beendete er seine Karriere. In 426 Einsätzen für Eintracht Nordhorn erzielte Conradi 532 Tore. Ob seiner Treffsicherheit erhielt er vom Nordhorner Trainer Ernst Fuhry den Spitznamen Bombardi. Fuhry bezeichnete Conradi ferner als „den Spieler überhaupt in Nordhorn“.
Conradi wurde daraufhin Trainer und übernahm die Eintracht, die er im Jahre 1961 zum Wiederaufstieg in die Oberliga Nord führte. Zehn Jahre später erreichte die Eintracht unter Trainer Conradi die Aufstiegsrunde zur seinerzeit zweitklassigen Regionalliga Nord, wo die Nordhorner jedoch am OSV Hannover scheiterten. Ferner trainierte er noch Germania Papenburg und den SV Wietmarschen. 